# Cygnus Orb-D1
Cygnus 1 (Orb-D1 COTS Demonstration Mission) — перший політ корабля Cygnus компанії Orbital Sciences в безпілотному режимі до Міжнародної космічної станції, а також другий запуск ракети космічного призначення Antares.
Політ здійснювався згідно з контрактом з НАСА, як демонстраційна місія Cygnus в рамках програми COTS. Місія відкладалася кілька разів. Завдяки їй, цей космічний корабель став п'ятим безпілотним транспортним засобом для доставки вантажів на МКС (7-й загальний в загальному підрахунку).
Інші транспортні засоби це Прогрес, ATV, HTV і Dragon (Союз також має обмежені можливості вантажу). Cygnus забезпечує доставку 550 кг (1200 фунтів) вантажів на МКС і вивозить приблизно 1000 кг (2200 фунтів) сміття для знищення при вході в атмосферу.

## Політ
Запуск відбувся в 10:58 за місцевим часом, й в 17:58 за київським часом з космодрому НАСА на острові Уоллопс, штат Вірджинія, біля атлантичного узбережжя США.
Ракета Antares була успішно запущена, відділення першого ступеня, головного обтікача, а також корабля від другого ступеня пройшло успішно. Після перших семи хвилин польоту фахівці НАСА повідомили, що перший ступінь відпрацював нормально. Всі інші системи також не викликали нарікань. Після 10 хвилин польоту, як і було заплановано, відбулося відділення корабля від другого ступеня носія.
Космічний корабель доставив екіпажу орбітального комплексу близько 700 кг вантажів, у тому числі одяг, продукти, предмети першої необхідності і матеріали для наукових експериментів.
Європейський астронавт Лука Пармітано і його колега з НАСА Карен Найберг успішно захопили маніпулятором Міжнародної космічної станції (МКС) корабель в 11:01 UTC 29.09.2013 і через дві години пристикували його до модуля Harmony.
Розвантаження астронавти почали в понеділок, 30 вересня. Всього Cygnus пробув зістикованим з МКС майже місяць, після чого його завантажили сміттям і ввели в атмосферу Землі.
Стикування корабля, запущеного ще 18 вересня, була затримана приблизно на тиждень через збій у програмному забезпеченні, і необхідності поступитися чергою пілотованому кораблю «Союз ТМА-10М».
22 жовтня 2013 року маніпулятор Міжнародної космічної станції (МКС) відпустив приватний космічний вантажний корабель Cygnus, і апарат після 23-денного перебування на космічній станції вирушив у свій останній політ. Напередодні корабель відстикувався від американського модуля Harmony, потім маніпулятор Canadarm відвів його на відстань близько 10 метрів, а в 16.31 за київським часом відпустив його у вільний політ.
23 жовтня завершено політ приватного космічного корабля Cygnus. 23 жовтня о 17:41 UTC (22:41 за Києвом) двигуни корабля були ввімкненні на гальмування, після чого він увійшов в земну атмосферу і згорів над водами Тихого океану.